# Vitvingad gråfågel
Vitvingad gråfågel (Edolisoma ostentum) är en fågel i familjen gråfåglar inom ordningen tättingar.

## Utseende och läte
Vitvingad gråfågel är en 25 cm lång svartvit tätting. Hanen har svart på huvud och övre delen av bröstet som formar en huva. På ovansidan är den mörkgrå på rygg och övergump, på vingarna svart med en vit vingfläck över större täckarna och tertialerna. Stjärten är svart med vitspetsade yttre stjärtpennor. Undertill är den mörkgrå på bröst och buk, medan undre stjärttäckarna är vita. Honan liknar hanen, men har grått huvud och ljusare undersida. Lätet består av en högljudd vass vissling, "tseeuu", som ibland formas till en längre serie.

## Utbredning och systematik
Fågeln förekommer i centrala Filippinerna (Guimaras, Negros och Panay). Den behandlas som monotypisk, det vill säga att den inte delas in i några underarter.

### Släktestillhörighet
Tidigare inkluderades släktet i Coracina, men genetiska studier visar att Coracina i vidare bemärkelse är parafyletiskt i förhållande till Lalage och Campephaga.

## Status och hot
Vitvingad gråfågel har en liten världspopulation bestående av uppskattningsvis endast 6 000–15 000 vuxna individer. Den tros också minska i antal till följd av habitatförlust. Den är därför upptagen på internationella naturvårdsunionen IUCN:s röda lista över hotade arter, kategoriserad som sårbar (VU).